# غاز سرنواری
غاز سرنواری (به انگلیسی: Bar-headed goose) گونه‌ای از سرده غاز کبود است.

## نگارخانه

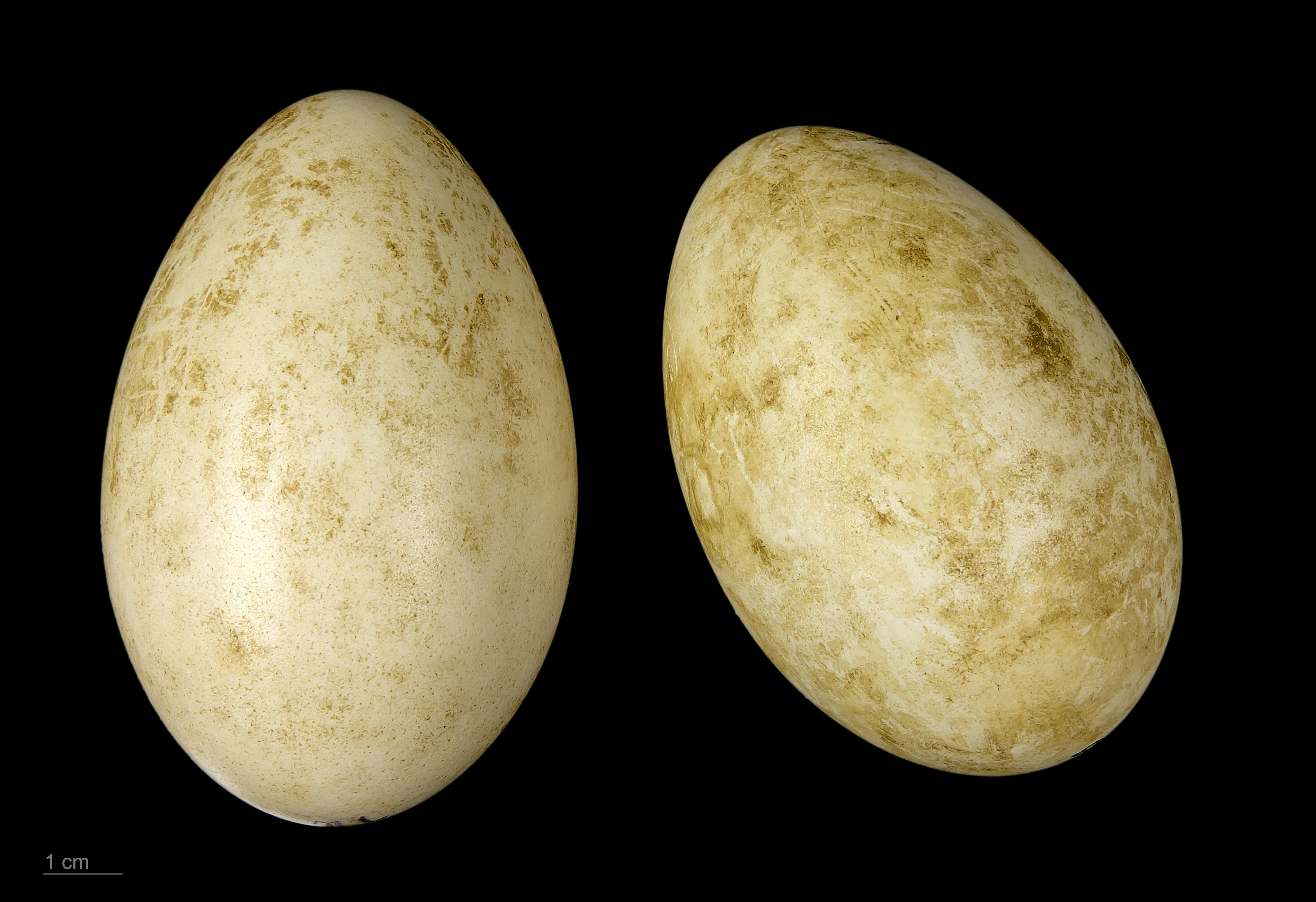
Museum specimen
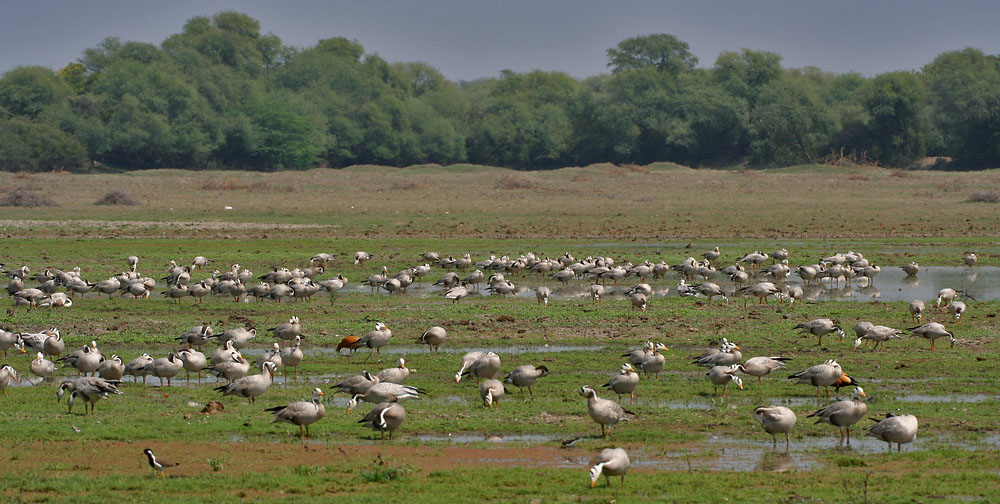
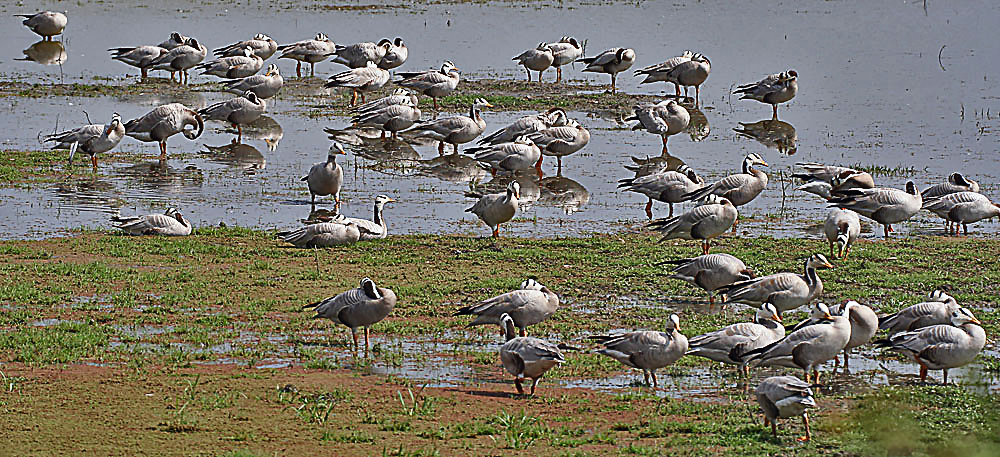
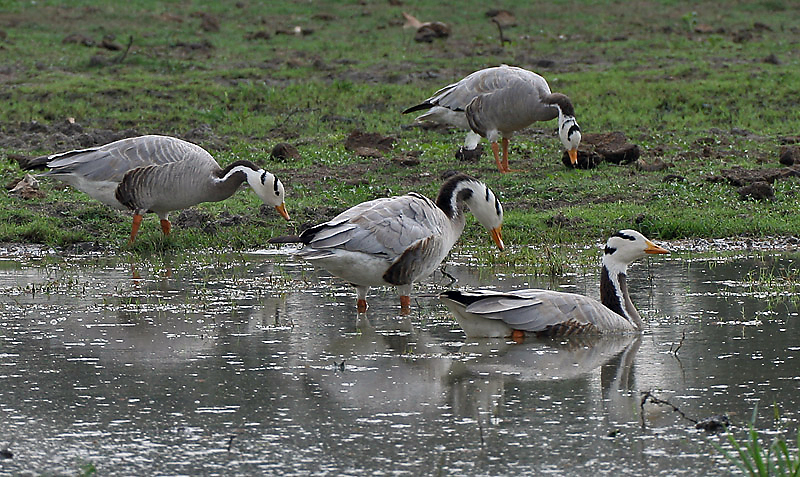
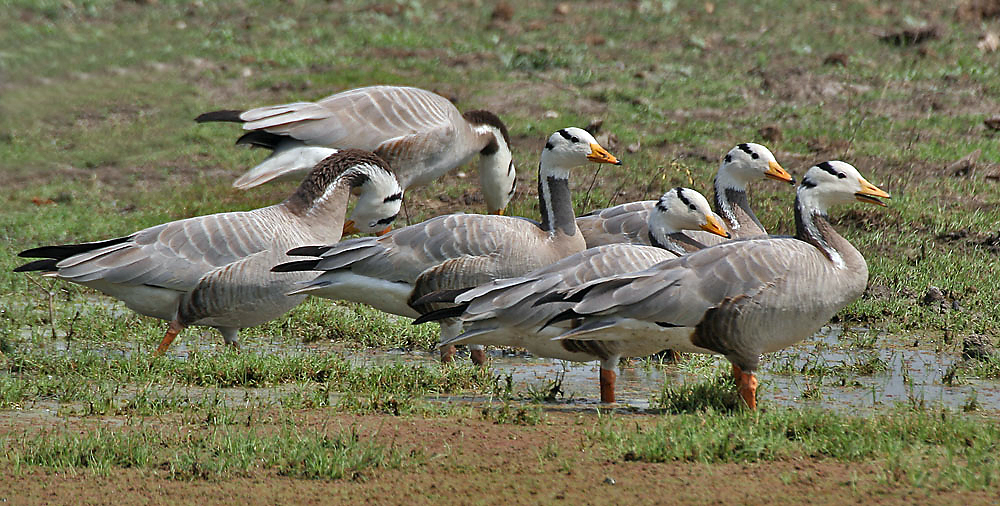
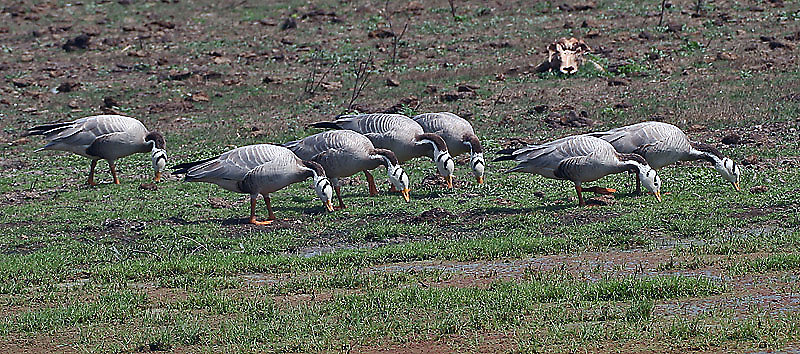
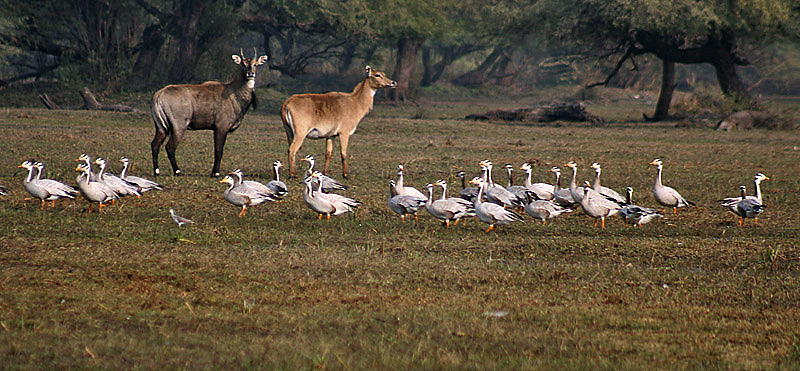
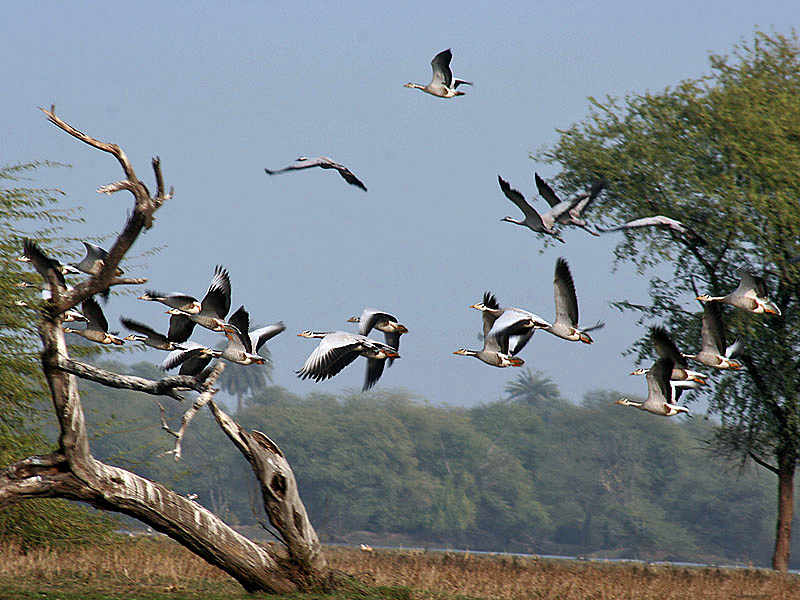
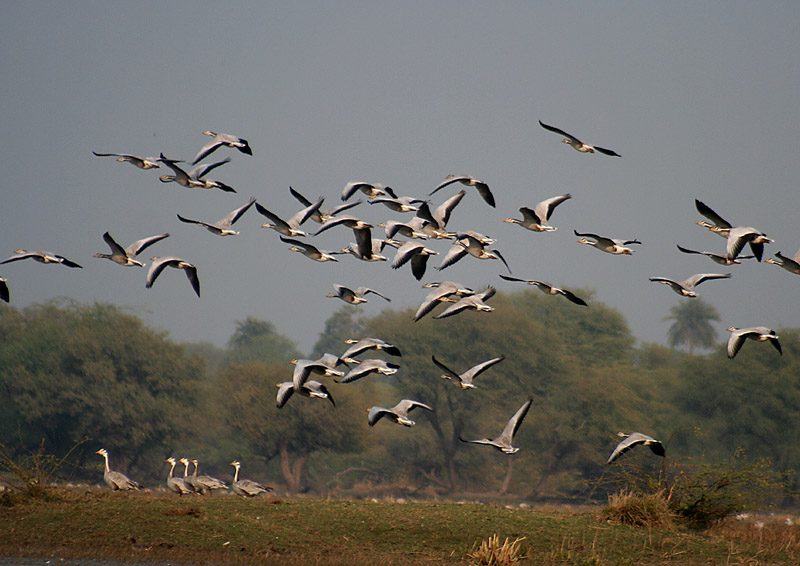
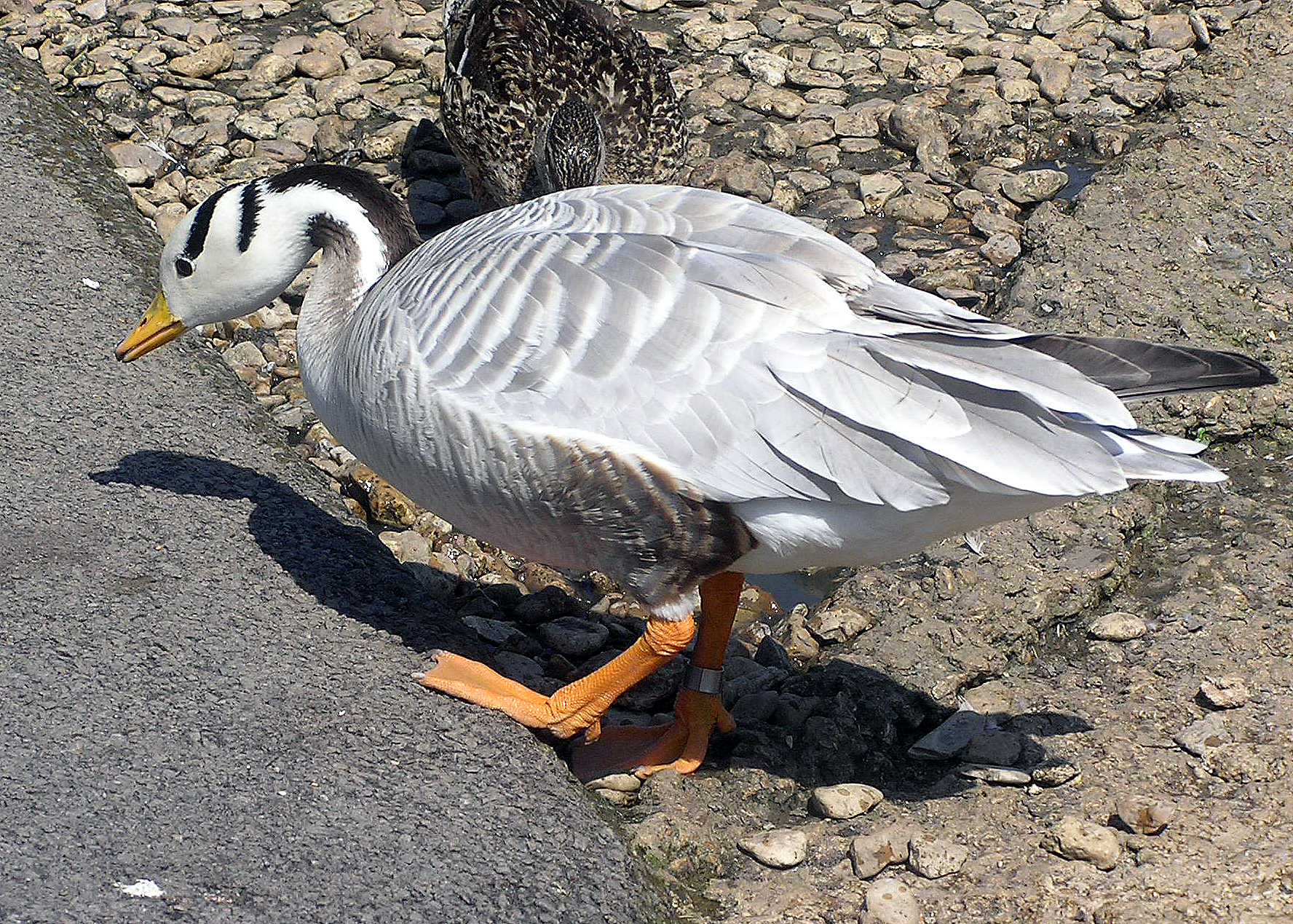
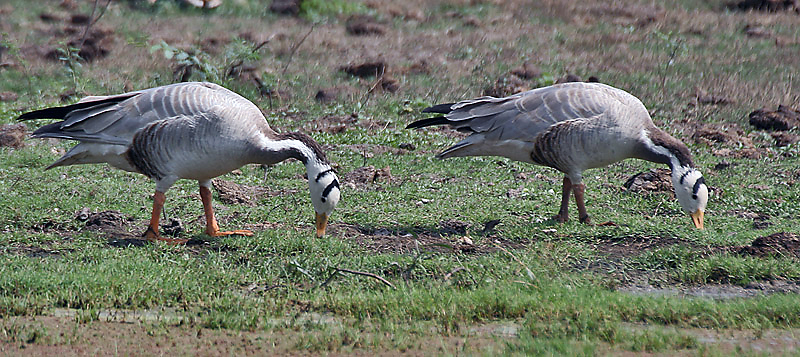
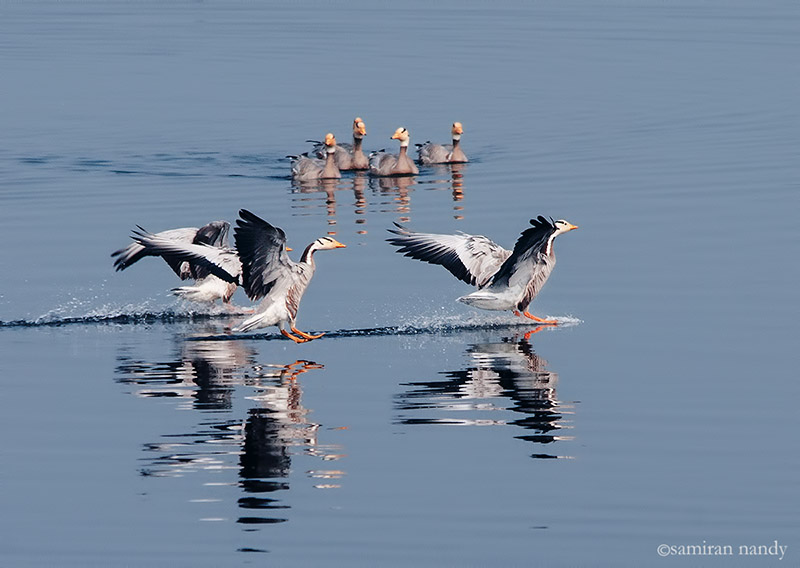